# Жонсьер, Викторен
Викторен де Жонсьер (фр. Victorin de Joncières, настоящее имя Феликс-Людже Россиньоль, фр. Félix-Ludger Rossignol; 12 апреля 1839 — 26 октября 1903) — французский композитор и музыкальный критик.

## Биография
Занимался живописью у Франсуа Пико, затем учился в Парижской консерватории у Эме Леборна, однако в 1860 году оставил занятия, не окончив курса, под впечатлением от опер Рихарда Вагнера, далеко расходившихся с господствовавшей в консерватории эстетикой.
Автор нескольких опер: «Сарданапал» (1867), в которой Кристина Нильсон пела главную партию, «Последний день Помпеи» (1869), «Димитрий Самозванец» (1871), «Кавалер Жан» (1886). Ранние оперы не имели успеха в Париже. Премьера оперы «Димитрий» состоялась 5 мая 1876 года на сцене парижского театра «Гёте», силами труппы Национального Театра-Лирик под руководством Луи Альбера Вицентини. Опера «Димитрий» была любимым детищем композитора. В премьерный сезон она выдержала сорок шесть представлений. Позже спектакль дважды возобновлялся на сцене французских театров: в мае 1883 года в Бордо и 5 февраля 1890 года в парижском театре «Опера-Комик».
С 1871 по 1900 год Жонсьер выступал как музыкальный критик в газете La Liberté, поддерживая Сезара Франка и Эмманюэля Шабрие.

## Записи
Виторен де Жонсьер. Димитри. 2014. Ediciones Singulares. Хор Фламандского радио, Брюссельский филармонический оркестр. Дирижёр Эрве Нике.